# Alexander Hödlmoser
Alexander Hödlmoser, detto Alex (Salisburgo, 1968), è un allenatore di sci alpino ed ex sciatore alpino austriaco.

## Biografia
Specialista delle prove tecniche originario di Sankt Johann im Pongau, Hödlmoser gareggiò dal 1984 al 1992 e ai Campionati austriaci 1989 vinse 3 medaglie, tra le quali quella d'oro nello slalom gigante; non prese parte a rassegne olimpiche né ottenne piazzamenti in Coppa del Mondo o ai Campionati mondiali. Dopo il ritiro divenne allenatore nei quadri prima della Federazione sciistica dell'Austria poi, dal 1997, in quella degli Stati Uniti.

## Palmarès

### Campionati austriaci
- 3 medaglie[1]:
  - 1 oro (slalom gigante nel 1989)
  - 1 argento (combinata nel 1989)
  - 1 bronzo (slalom speciale nel 1989)